# Villar - Manuelas børn
|  | Denne artikel er oprettet af botten PalnaBot ud fra en ekstern database. Den kan derfor have sproglige fejl eller mangler. Denne skabelon kan fjernes efter kontrol af indholdet. |

Villar - Manuelas børn er en film instrueret af Eva Koch.

## Handling
Villar en en personlig historie og en menneskelig fortælling, der også har almen karakter. Fortællingen bygger på min egen families historie - min mor, Chris Haslund Koch er født i Villar del Cobo, der ligger i provinsen Teruel i Spanien. Installationen skal give et billede af Europa i en tid, der knapt er forbi. Den skal give et billede på en historie, der gentager sig - under den Spanske Borgerkrig sejlede man børn til Rusland - nu tager vi imod børn fra Jugoslavien.